# Amoser-Hochalm
Die Amoser-Hochalm ist eine Alm in der Gemeinde Dorfgastein im österreichischen Bundesland Salzburg.

## Lage und Charakteristik
Die Amoser-Hochalm liegt an den südöstlichen Hängen des Hahnbalzköpfls in der Goldberggruppe. Sie befindet sich Ortschaft Unterberg und in der Katastralgemeinde Klammstein. Die Amoser-Hochalm ist ebenso wie die Amoseralm dem Amosergut in Unterberg zugehörig.
Eine Almhütte steht auf einer Höhe von 1588 m ü. A. In Hüttennähe liegt ein kleiner Fischteich. Südlich der Alm fließt der Neudeckgraben, ein linker Nebenbach des Bernkogelbachs.
Auf die Amoser-Hochalm führt eine Mountainbikestrecke aus dem Talboden des Gasteinertals. Sie ist Teil des Eigenjagdgebiets Neueggalpe (Amoseralm). Zwischen der Amoser-Hochalm und der Amoseralm im Osten erstreckt sich eine Rotwild-Ruhezone, die von 1. November bis 31. Mai nicht betreten werden darf. Südlich der Amoser-Hochalm befindet sich eine Gamswild-Ruhezone, in der von 1. Dezember bis 31. Mai kein Zutritt erlaubt ist. Auf der Alm gibt es mehrere Kleinseggenriede.

## Geschichte
Im von 1823 bis 1830 erstellten Franziszeischen Kataster ist die Alm als Neudeck Alpe mit mehreren Gebäuden verzeichnet.